# 黄景钧
黄景钧（1937年6月—），男，汉族，江西婺源人，中华人民共和国政治人物。曾任民盟中央委员、副秘书长、宣传部部长。第八、九、十届全国政协委员。